# شطيرة كوبية
الشطيرة الكوبية (بالإنجليزية: Cuban Sandwich)‏ هي شكل من أشكال شطيرة الهام والجبن. تأصلت في مقاهي تخدم عمالا كوبيين في كي ويست ومدينة تامپا بولاية فلوريدا الأميركية. ولاحقا، جلبها الكوبيون في المنفي إلى مدينة ميامي، حيث مازالت شهيرة جدا. الشطيرة تتكون من الهام ولحم الخنزير المشوي والجبن السويسري والخيار المخلل وصلصة الخردل والسلامي كلها على الخبز الكوبي. الصيغة الأخيرة التي وصلت إلى ميامي تستغنى عن السلامي.

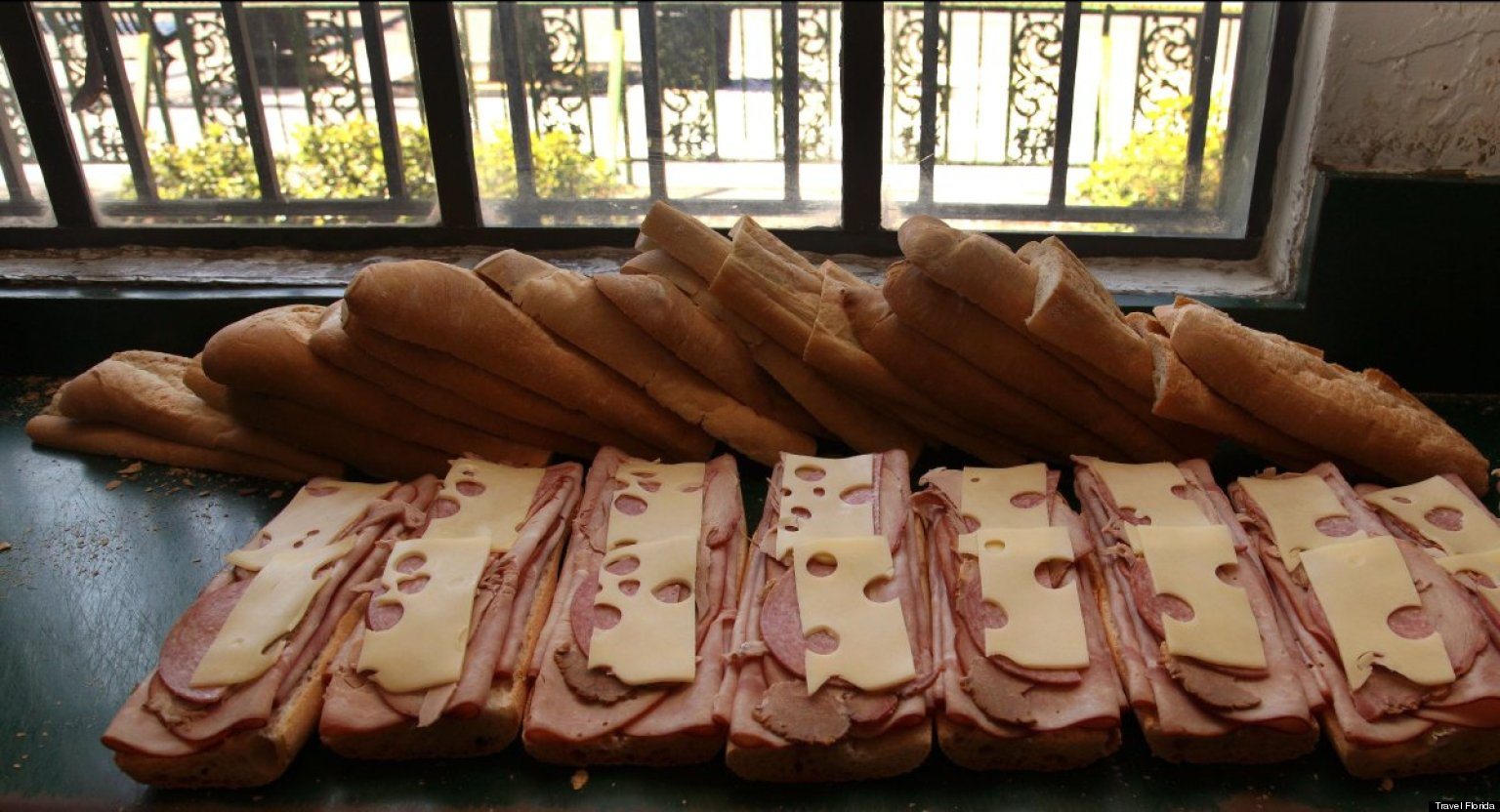
شطائر كوبية جاهزة للشواء في الشواية في مخبزة في تامپا